# Valentin Wernz
Valentin Wernz (Spaichingen, 6 de enero de 1995) es un deportista alemán que compite en triatlón.
Ganó una medalla de plata en el Campeonato Mundial por Relevos Mixtos de 2019, una medalla de plata en el Campeonato Europeo de Triatlón de 2022 y una medalla de oro en el Campeonato Europeo de Triatlón de Velocidad de 2022.

## Palmarés internacional
| Campeonato Mundial por Relevos Mixtos | Campeonato Mundial por Relevos Mixtos | Campeonato Mundial por Relevos Mixtos | Campeonato Mundial por Relevos Mixtos |
| Año                                   | Lugar                                 | Medalla                               | Prueba                                |
| ------------------------------------- | ------------------------------------- | ------------------------------------- | ------------------------------------- |
| 2019                                  | Hamburgo (Alemania)                   | Medalla de plata                      | Relevo mixto                          |
| Campeonato Europeo                    |                                       |                                       |                                       |
| Año                                   | Lugar                                 | Medalla                               | Prueba                                |
| 2022                                  | Múnich (Alemania)                     | Medalla de plata                      | Relevo mixto                          |

| Campeonato Europeo | Campeonato Europeo | Campeonato Europeo | Campeonato Europeo |
| Año                | Lugar              | Medalla            | Prueba             |
| ------------------ | ------------------ | ------------------ | ------------------ |
| 2022               | Olsztyn (Polonia)  | Medalla de oro     | Individual         |